# ZF Mgcawu
ZF Mgcawu – dystrykt w Republice Południowej Afryki, w Prowincji Przylądkowej Północnej. Siedzibą administracyjną dystryktu jest Upington.
Dystrykt dzieli się na gminy:
- Mier
- Kai !Garib
- [Hais]
- !Kheis
- Tsantsabane
- Kgatelopele